# Boulevard Anatole-France (Saint-Denis)
Pour les articles homonymes, voir Boulevard Anatole-France.
Le boulevard Anatole-France est une voie de communication de Saint-Denis.

## Situation et accès

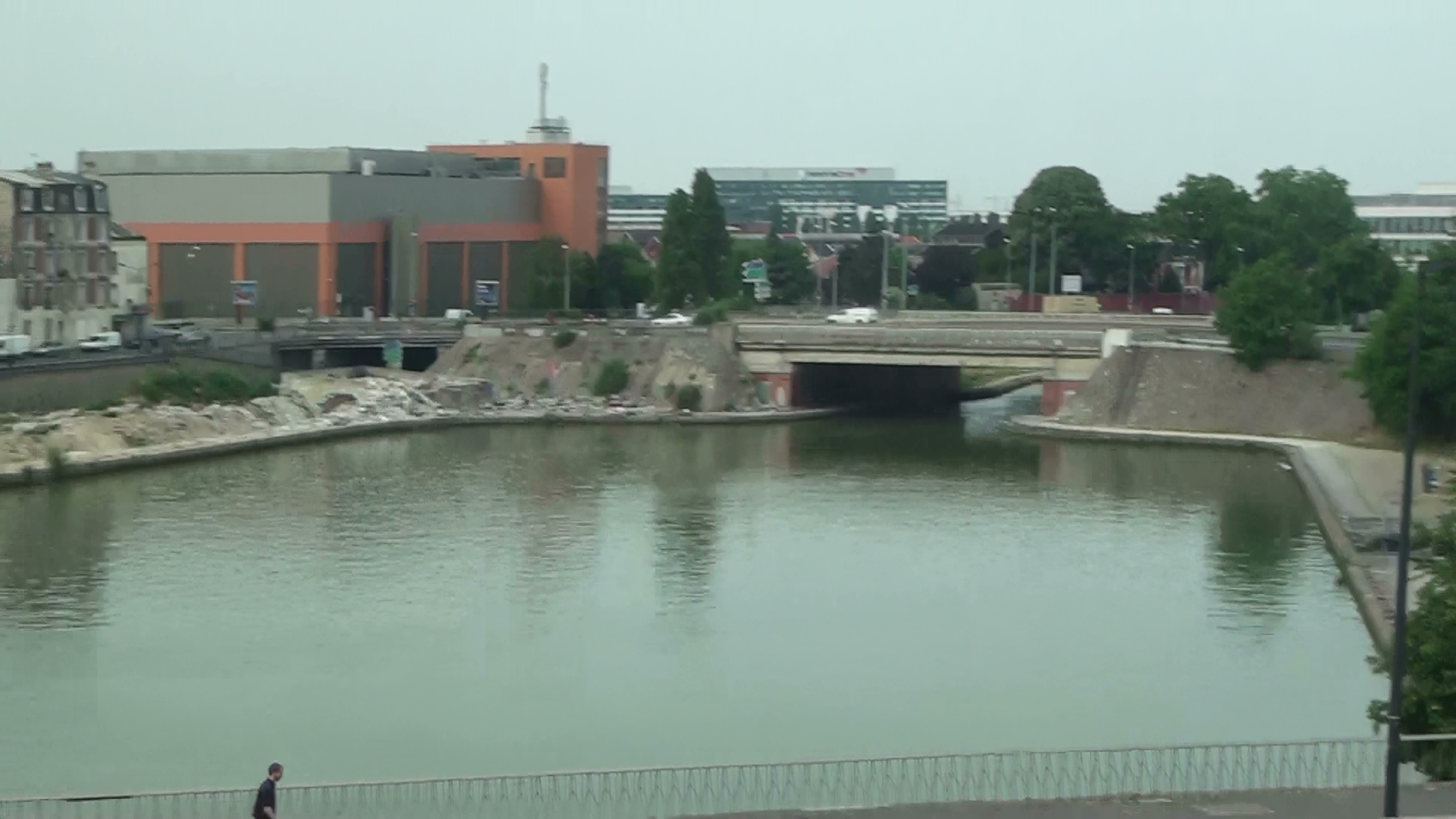
Le boulevard Anatole-France franchissant le canal Saint-Denis.

En partant du nord, le boulevard Anatole-France commence à la place de la Porte-de-Paris. Il forme le départ de la rue Bobby-Sands et de la rue Génin, puis franchit le canal Saint-Denis et croise la rue Ambroise-Croizat.
Il franchit ensuite la ligne de Paris-Nord à Lille par un pont, et rentre dans l'échangeur Pleyel qui divise le boulevard en deux, et où se termine la route de la Révolte. La partie nord de cet échangeur était extrêmement routière, servant de raccordement entre les autoroutes A86 et A1, jusqu'à la fermeture des bretelles de l'A1 en décembre 2023. Durant les Jeux olympiques et paralympiques de 2024, le boulevard est une voie réservée à la circulation entre l'autoroute A1 et le village olympique,.
Immédiatement plus au sud, il traverse le carrefour Pleyel où débouche entre autres le boulevard Ornano.
Il se termine à limite communale avec Saint-Ouen-sur-Seine, où il est prolongé par le boulevard Jean-Jaurès.

## Origine du nom
Depuis le 26 novembre 1924, cette voie doit son nom à l'écrivain français Anatole France (1844-1924),, l’un des plus célèbres de l'époque de la Troisième République.

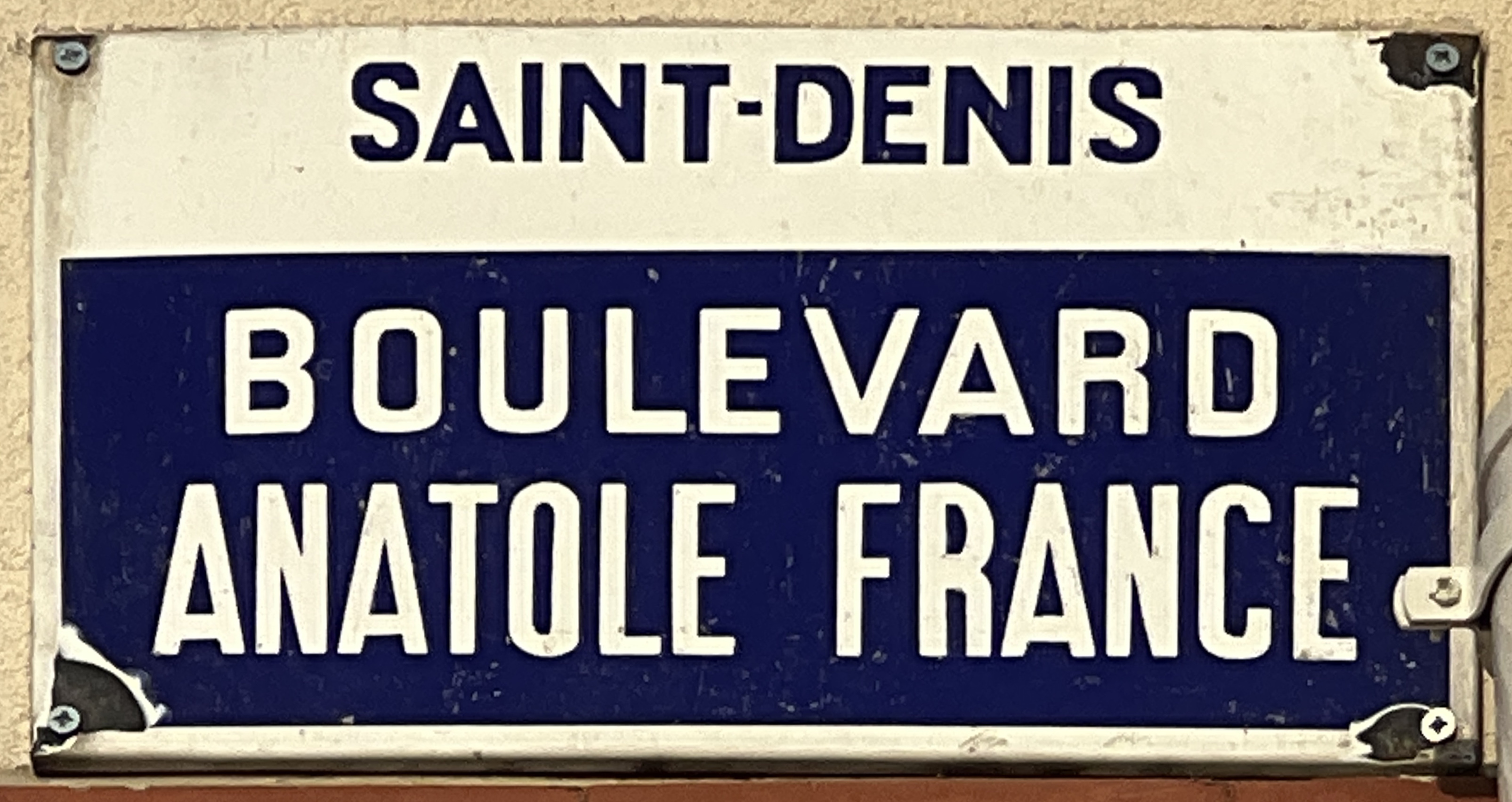
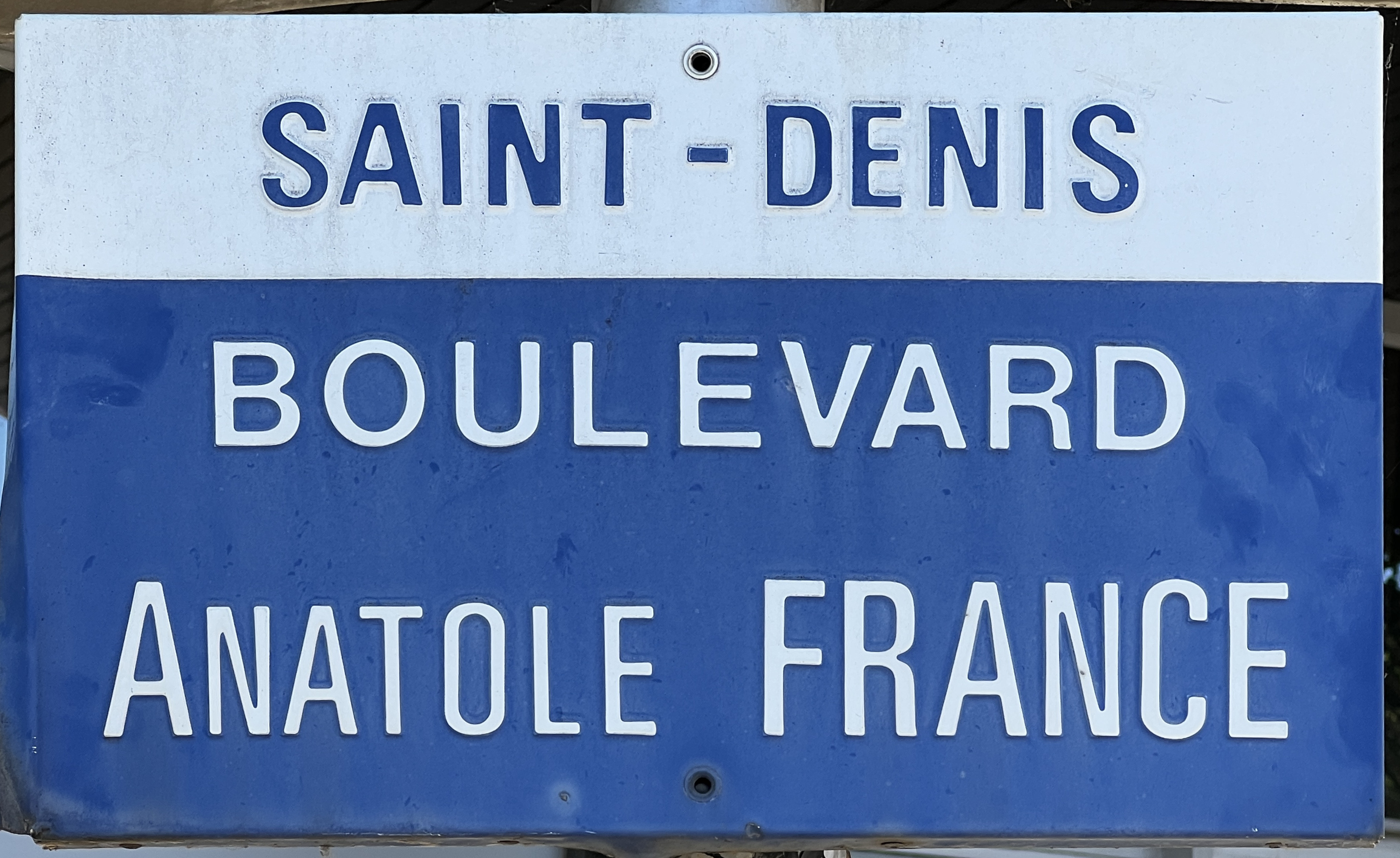

## Historique

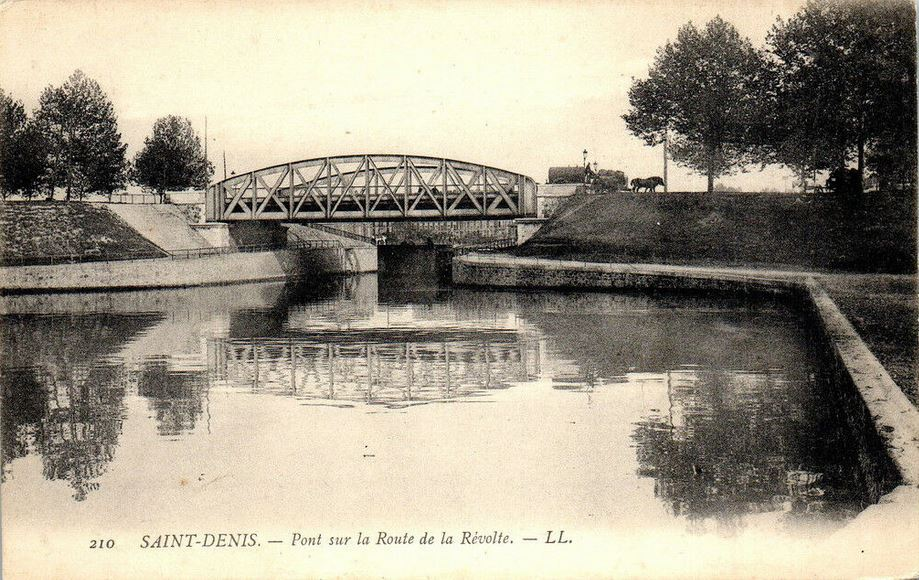
Pont sur la Route de la Révolte.

Le tracé de cette voie correspond pour partie à la Route de la Révolte,.
Le XIXe siècle vit croître l'industrialisation de la ville qui marqua durablement l'urbanisme. Ainsi, les ateliers de pianos Pleyel se trouvaient à l'angle du boulevard Anatole-France et de la rue Pleyel et donnèrent son nom à celle-ci.
Le 8 mars 1918, durant la première Guerre mondiale, les nos 127 et 158 de la route de la Révolte sont touchés lors d'un raid effectué par des avions allemands.
Lors de l'aménagement de l'autoroute A1 et l'échangeur de la porte de Paris, son dernier tronçon est mis en sens unique. Vers le sud, il est possible de l'emprunter à partir du boulevard Marcel-Sembat, tandis que vers le nord, il se transformait (jusque 2023) en bretelle autoroutière en direction de Lille.
En 2020, la voie reçoit un aménagement cyclable avec l'adjonction d'une piste bidirectionnelle sur le côté ouest.

## Bâtiments remarquables et lieux de mémoire

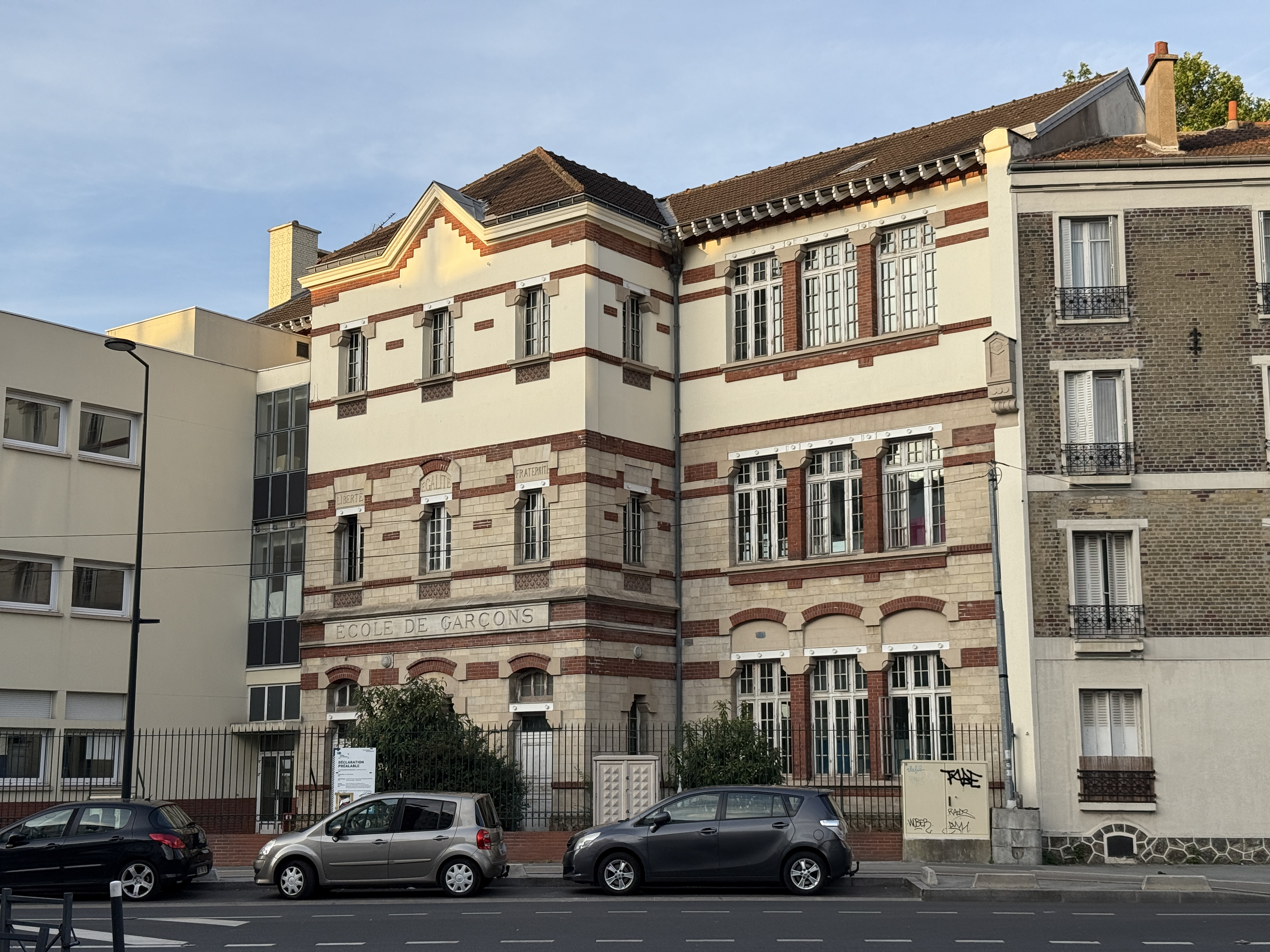
École Primaire Anatole France, en juin 2025.

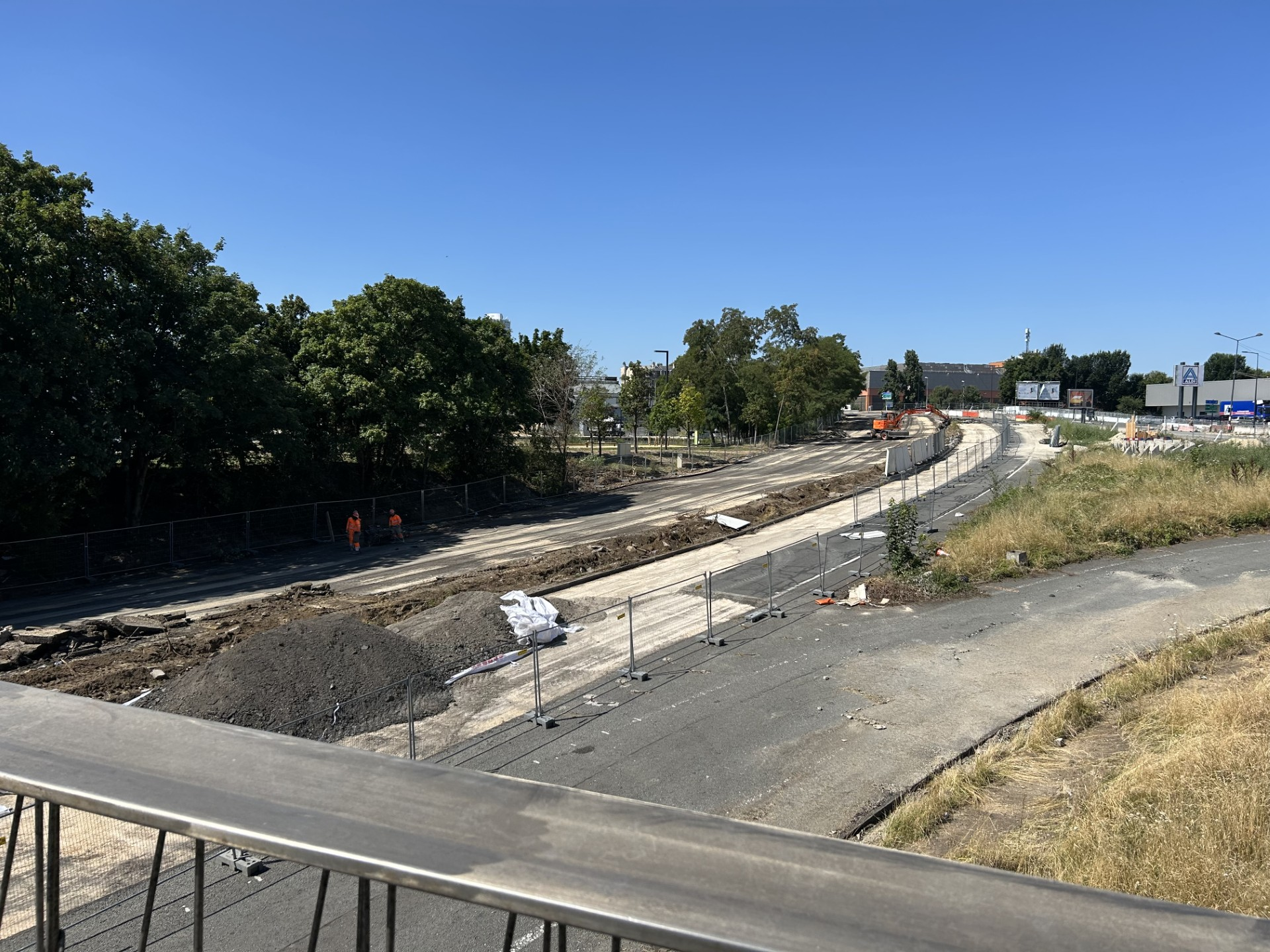
Démolition de la bretelle de l'A1 en direction du boulevard Anatole France en juillet 2025.

- Station de métro Carrefour Pleyel sur la ligne 13 du métro de Paris
- Tour Pleyel, gratte-ciel construit en 1973, d'abord comme tour de bureaux, puis devenue hôtel en 2024
- Route de la Révolte, venant de Versailles, et qui prit ce nom en 1750, sous Louis XV.